# Homer (Alaska)
Pour les articles homonymes, voir Homer.
Homer est une ville américaine du borough de la péninsule de Kenai, en Alaska. Sa population s’élevait à 5 003 habitants lors du recensement de 2010.
La ville a été nommée en hommage à Homer Pennock, un promoteur arrivé en 1896 pour exploiter les mines d’or de la région. Cependant, l’extraction de l’or n’y a jamais été rentable.
Actuellement, le tourisme, la pêche sportive et commerciale ainsi que le bois sont les principales activités économiques. Homer est la capitale mondiale de la pêche du flétan.

## Géographie
Homer est située par 59° 38′ 35′′ N, 151° 31′ 33′′ O (59.643059, -151.525900).[4] La seule route menant à Homer est la route Sterling. La ville couvre une superficie de 66 km2, dont 39 km2 de terres et 27 km2 d'eau.
Homer se trouve sur la rive de la baie de Kachemak sur le côté sud-ouest de la péninsule Kenai. Sa caractéristique distinctive est l'Homer Spit, une langue de terre de 7,2 km de long qui s'étend dans la baie, où se situe le port d'Homer. Une grande partie de la côte, ainsi que l'Homer Spit, s'est considérablement enfoncée pendant le tremblement de terre du Vendredi saint en mars 1964. Après le séisme, très peu de végétation a pu survivre sur l'Homer Spit.

## Démographie
| 1940 | 1950 | 1960  | 1970  | 1980  | 1990  | 2000  | 2010  |
| ---- | ---- | ----- | ----- | ----- | ----- | ----- | ----- |
| 325  | 307  | 1 247 | 1 083 | 2 209 | 3 660 | 3 946 | 5 003 |

| Groupe                              | Homer | Alaska | États-Unis |
| ----------------------------------- | ----- | ------ | ---------- |
| Blancs                              | 89,4  | 66,7   | 72,4       |
| Métis                               | 4,5   | 7,3    | 2,9        |
| Autochtones d'Alaska et Amérindiens | 4,1   | 14,8   | 0,9        |
| Asiatiques                          | 1,0   | 5,4    | 4,8        |
| Autres                              | 0,6   | 1,6    | 6,2        |
| Afro-Américains                     | 0,4   | 3,3    | 12,6       |
| Océaniens                           | 0,1   | 1,1    | 0,2        |
| Total                               | 100   | 100    | 100        |
|                                     |       |        |            |
| Hispaniques et Latino-Américains    | 2,1   | 5,5    | 16,7       |

Selon l'American Community Survey, pour la période 2011-2015, 89,43 % de la population âgée de plus de cinq ans déclare parler anglais à la maison, alors que 4,17 % déclare parler l'espagnol, 1,68 % une langue amérindienne, 1,37 % le russe, 0,65 % le français, 0,61 % l'allemand et 2,09 % une autre langue.

## Climat

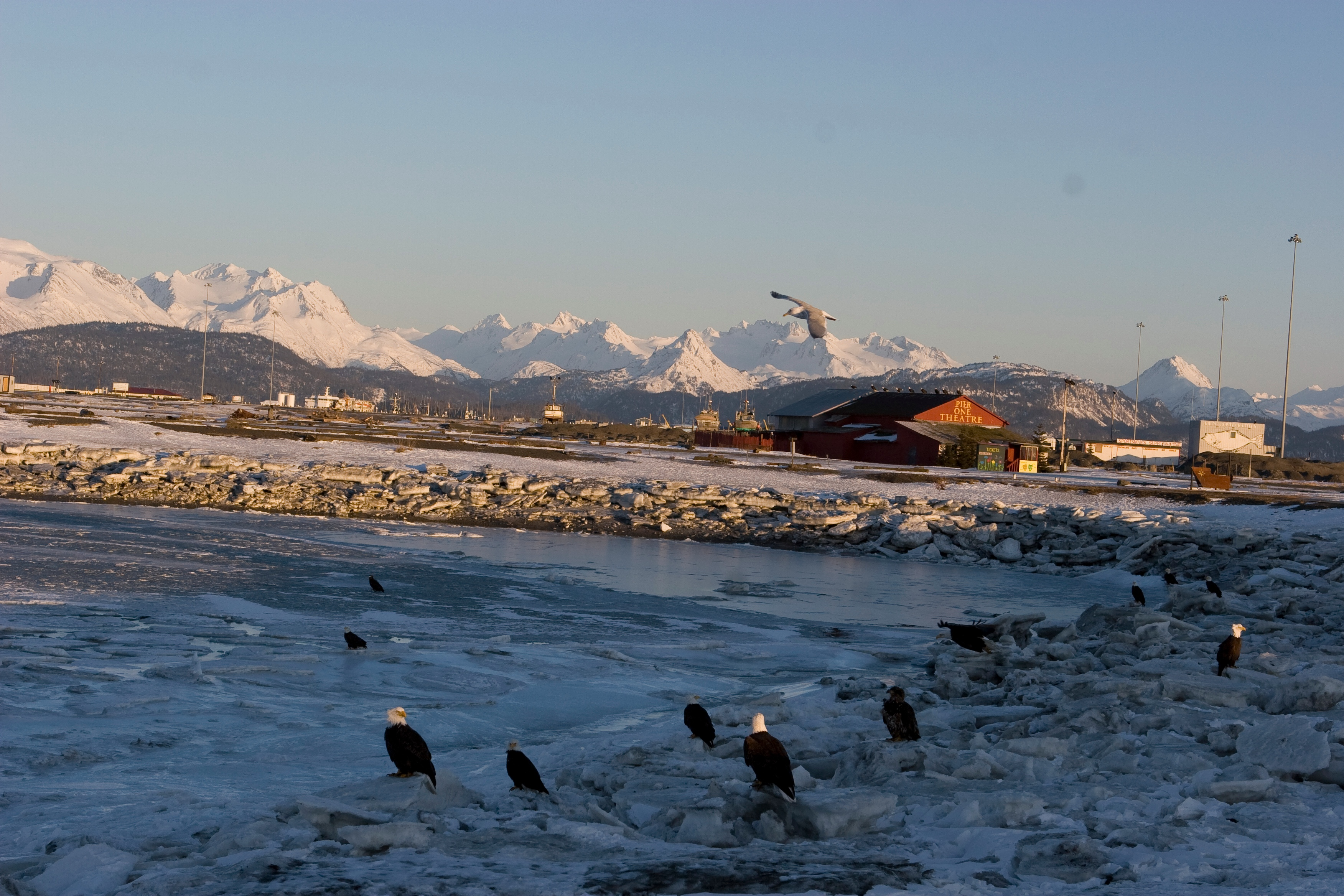
Homer.
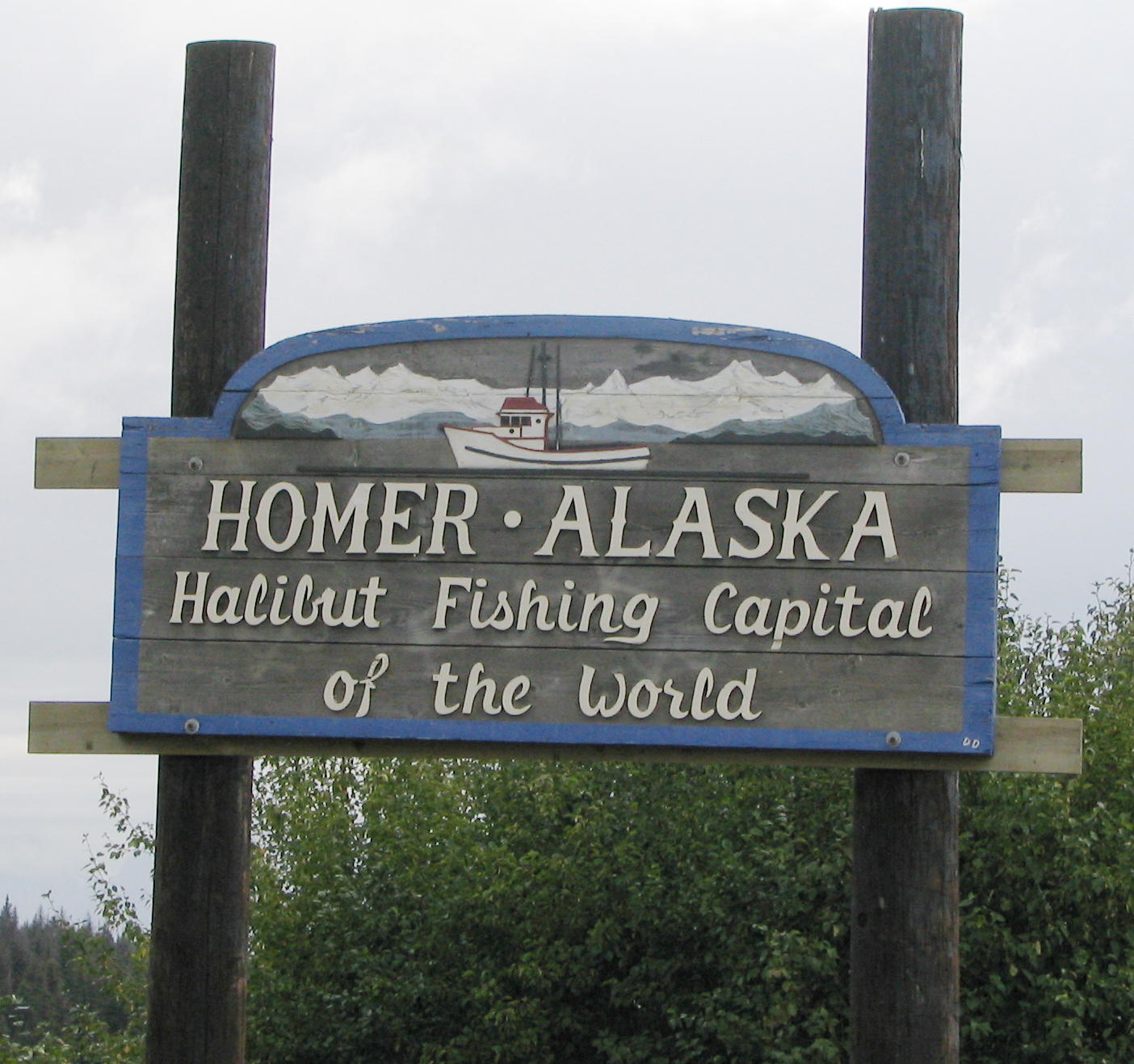

| Mois                                  | jan.     | fév.     | mars     | avril    | mai      | juin    | jui.    | août    | sep.    | oct.     | nov.     | déc.     | année    |
| ------------------------------------- | -------- | -------- | -------- | -------- | -------- | ------- | ------- | ------- | ------- | -------- | -------- | -------- | -------- |
| Température minimale moyenne (°C)     | −7,2     | −5,7     | −4,9     | −0,4     | 3,4      | 7,1     | 9,6     | 8,9     | 5,7     | 0,7      | −4       | −5,9     | 0,6      |
| Température moyenne (°C)              | −3,7     | −2,1     | −1,1     | 3,7      | 7,8      | 11,1    | 13,4    | 12,9    | 9,7     | 4,6      | −0,4     | −2,4     | 4,4      |
| Température maximale moyenne (°C)     | −0,1     | 1,6      | 2,8      | 7,8      | 12,1     | 15,2    | 17,3    | 17      | 13,7    | 8,4      | 3,1      | 1,1      | 8,3      |
| Record de froid (°C) date du record   | −31 1989 | −28 1999 | −29 1971 | −23 1944 | −14 1949 | −3 1973 | 1 1959  | −1 1955 | −7 1956 | −18 1938 | −22 1990 | −27 1964 | −31 1989 |
| Record de chaleur (°C) date du record | 14 2014  | 12 2015  | 12 2015  | 18 2005  | 22 2017  | 27 1953 | 27 1993 | 26 2004 | 21 1997 | 18 1954  | 14 1936  | 11 2014  | 27 1993  |
| Ensoleillement (h)                    | 93       | 141,3    | 186      | 240      | 279      | 270     | 248     | 186     | 150     | 124      | 90       | 62       | 2 069,3  |
| Précipitations (mm)                   | 54,6     | 46,2     | 33,5     | 29,2     | 19,8     | 22,1    | 36,8    | 58,7    | 83,3    | 66,3     | 72,9     | 83,1     | 606,5    |
| dont neige (cm)                       | 22,1     | 32       | 30       | 4,1      | 0        | 0       | 0       | 0       | 0       | 9,7      | 14       | 34       | 145,9    |
| Nombre de jours avec précipitations   | 14       | 12,6     | 10,7     | 10,2     | 9,7      | 9,8     | 12,1    | 14,3    | 16,5    | 14,9     | 14,7     | 16,9     | 156,4    |
| Humidité relative (%)                 | 79,7     | 78       | 74       | 73,8     | 74,2     | 76,2    | 80,2    | 81,6    | 81,4    | 78,5     | 78,9     | 79,4     | 78       |
| Nombre de jours avec neige            | 7,3      | 7,1      | 7,3      | 1,4      | 0        | 0       | 0       | 0       | 0       | 1,8      | 5,3      | 9,9      | 40,1     |

| Diagramme climatique                                  |             |             |             |             |             |             |           |             |            |           |             |
| J                                                     | F           | M           | A           | M           | J           | J           | A         | S           | O          | N         | D           |
| −0,1−7,254,6                                          | 1,6−5,746,2 | 2,8−4,933,5 | 7,8−0,429,2 | 12,13,419,8 | 15,27,122,1 | 17,39,636,8 | 178,958,7 | 13,75,783,3 | 8,40,766,3 | 3,1−472,9 | 1,1−5,983,1 |
| Moyennes : • Temp. maxi et mini °C • Précipitation mm |             |             |             |             |             |             |           |             |            |           |             |

- Homer.